# Янтиковский район
Я́нтиковский райо́н (чув. Тӑвай районӗ) — административно-территориальная единица в составе Чувашской Республики Российской Федерации. В границах района образован одноимённый муниципальный округ (в 2004—2022 годах — муниципальный район).
Административный центр — село Янтиково.

## География
Расположен в восточной части Чувашской Республики. На севере граничит с Урмарским, на западе — с Канашским районами, на востоке и юге — с Кайбицким районом Республики Татарстан и Яльчикским районом на юге. Территория района составляет 524,4 км².
Природа
Янтиковский район расположен в пределах Чувашского плато. Рельеф представляет собой холмистое плато, расчленённое многочисленными оврагами на ряд пологих увалов и отдельных возвышенностей.
Полезные ископаемые представлены строительными материалами — карбонатными породами и кирпичным сырьём. Из двух месторождений кирпичных глин эксплуатируется одно, расположенное вблизи села Янтиково.
Климат района умеренно континентальный с устойчиво морозной зимой и довольно теплым и сухим летом. Температура января в среднем −13 °C, абсолютный минимум составляет −42 °C. Средняя температура июля 18,7 °C, абсолютный максимум 37 °C. В среднем за год выпадает 490 мм осадков, преимущественно в теплый период.
Реки района — малые водотоки. Наиболее крупная река — Кубня, является юго-восточной административной границей с Республикой Татарстан; её протяженность по территории Янтиковского района составляет 28 км. Притоки Кубни: Ута (протяженность по территории района 23 км), Инеш (14 км), Аль (29,3 км). Озёр в районе мало (Аль). В целом ресурсы поверхностных вод ограниченны и практически полностью сосредоточены в стоке Кубни.
На территории Янтиковского района распространены светло-серые лесные, тёмно-серые лесные, коричнево-серые лесные, типично-серые лесные почвы, отличающиеся высоким потенциальным плодородием. Меньшую площадь в виде отдельных островков занимают дерново-слабоподзолистые почвы, комплекс дерново-пойменных аллювиальных (в пойме Кубни), чернозёмы. Район расположен в лесостепной зоне. В целом лесистость составляет 21 %.
Животный мир представлен разнообразно: из промысловых птиц выделяются рябчики, тетерева; в сосновых молодняках, около полей, обычно водится заяц-русак, в лиственных и смешанных лесах — лось, кабан, лисица, заяц-беляк, а на полях — заяц-русак. В заболоченных местах встречаются коростель, бекас, утки.

## История
Район образован 1 марта 1935.

## Население
| 1993    | 1997    | 2001    | 2002    | 2005    | 2009    | 2010    | 2011    | 2012    |
| ------- | ------- | ------- | ------- | ------- | ------- | ------- | ------- | ------- |
| 19 700  | ↘19 300 | ↗19 500 | ↘18 580 | ↘18 300 | ↘17 850 | ↘16 421 | ↘16 335 | ↘16 137 |
| 2013    | 2014    | 2015    | 2016    | 2017    | 2018    | 2019    | 2020    | 2021    |
| ↘16 011 | ↘15 827 | ↘15 579 | ↘15 223 | ↘14 818 | ↘14 446 | ↘14 069 | ↘13 684 | ↘12 720 |

### Национальный состав
По данным переписи населения 2010 года в населении Янтиковского района преобладают чуваши (90 %), русские представляют большинство в населённых пунктах Можарки, Норваш-Кошки, Русские Норваши, Выселок Октябрь, Гришино.
| Национальность | Число указавших национальность и доля от населения района |
| -------------- | --------------------------------------------------------- |
| Чуваши         | 89,60 % (14 714)                                          |
| Русские        | 8,79 % (1 444)                                            |

## Территориальное устройство
В рамках административно-территориального устройства, район делился на 10 административно-территориальных единиц — сельских поселений.
В рамках организации местного самоуправления с 2004 по 2022 гг. муниципальный район включал 10 муниципальных образований со статусом сельского поселения, которые к 1 января 2023 года были упразднены и объединены в единый муниципальный округ.
| №  | Сельское поселение                     | Административный центр | Количество населённых пунктов | Население (чел.) | Площадь (км²) |
| -- | -------------------------------------- | ---------------------- | ----------------------------- | ---------------- | ------------- |
| 1  | Алдиаровское сельское поселение        | село Алдиарово         | 4                             | ↘1084            | 49,92         |
| 2  | Индырчское сельское поселение          | деревня Индырчи        | 4                             | ↘1120            | 39,79         |
| 3  | Можарское сельское поселение           | село Можарки           | 3                             | ↘733             | 50,40         |
| 4  | Новобуяновское сельское поселение      | деревня Новое Буяново  | 2                             | ↘850             | 33,86         |
| 5  | Турмышское сельское поселение          | село Турмыши           | 2                             | ↘1361            | 41,76         |
| 6  | Тюмеревское сельское поселение         | деревня Тюмерево       | 4                             | ↘1445            | 101,83        |
| 7  | Чутеевское сельское поселение          | село Чутеево           | 2                             | ↘657             | 43,19         |
| 8  | Шимкусское сельское поселение          | село Шимкусы           | 3                             | ↘1324            | 54,78         |
| 9  | Янтиковское сельское поселение         | село Янтиково          | 5                             | ↘3637            | 57,67         |
| 10 | Яншихово-Норвашское сельское поселение | село Яншихово-Норваши  | 2                             | ↘1166            | 51,49         |

## Населённые пункты
В Янтиковском районе (муниципальном округе) расположен 31 населённый пункт:
| №  | Населённый пункт | Тип     | Население | Поселение                              |
| -- | ---------------- | ------- | --------- | -------------------------------------- |
| 1  | Алдиарово        | село    | ↗462      | Алдиаровское сельское поселение        |
| 2  | Амалыково        | деревня | ↗387      | Тюмеревское сельское поселение         |
| 3  | Бахтиарово       | деревня | ↗355      | Тюмеревское сельское поселение         |
| 4  | Беляево          | деревня | ↗460      | Алдиаровское сельское поселение        |
| 5  | Гришино          | село    | ↗202      | Можарское сельское поселение           |
| 6  | Иваново          | деревня | ↘318      | Янтиковское сельское поселение         |
| 7  | Индырчи          | деревня | ↗756      | Индырчское сельское поселение          |
| 8  | Кармалы          | село    | ↗591      | Тюмеревское сельское поселение         |
| 9  | Кичкеево         | деревня | ↗319      | Можарское сельское поселение           |
| 10 | Латышево         | деревня | ↘124      | Турмышское сельское поселение          |
| 11 | Можарки          | село    | ↗689      | Можарское сельское поселение           |
| 12 | Нижарово         | деревня | ↗545      | Шимкусское сельское поселение          |
| 13 | Новое Буяново    | деревня | ↗612      | Новобуяновское сельское поселение      |
| 14 | Новое Ишино      | деревня | ↗349      | Чутеевское сельское поселение          |
| 15 | Норваш-Кошки     | деревня | ↗176      | Яншихово-Норвашское сельское поселение |
| 16 | Нюшкасы          | деревня | ↗345      | Алдиаровское сельское поселение        |
| 17 | Октябрь          | выселок | ↗9        | Индырчское сельское поселение          |
| 18 | Подлесное        | деревня | ↗718      | Янтиковское сельское поселение         |
| 19 | Русские Норваши  | село    | ↘154      | Янтиковское сельское поселение         |
| 20 | Салагаево        | деревня | ↘387      | Янтиковское сельское поселение         |
| 21 | Старое Буяново   | деревня | ↗501      | Новобуяновское сельское поселение      |
| 22 | Тенеево          | деревня | ↗339      | Индырчское сельское поселение          |
| 23 | Турмыши          | село    | ↗1582     | Турмышское сельское поселение          |
| 24 | Тюмерево         | деревня | ↗833      | Тюмеревское сельское поселение         |
| 25 | Уразкасы         | деревня | ↗367      | Алдиаровское сельское поселение        |
| 26 | Уразлино         | деревня | ↗537      | Индырчское сельское поселение          |
| 27 | Чутеево          | село    | ↗710      | Чутеевское сельское поселение          |
| 28 | Шимкусы          | село    | ↗697      | Шимкусское сельское поселение          |
| 29 | Ямбулатово       | деревня | ↗620      | Шимкусское сельское поселение          |
| 30 | Янтиково         | село    | ↘3491     | Янтиковское сельское поселение         |
| 31 | Яншихово-Норваши | село    | ↗1397     | Яншихово-Норвашское сельское поселение |

## Экономика
В основе экономики Янтиковского района — хорошо развитое, многоотраслевое сельское хозяйство, где животноводство и растениеводство представлены в равной степени. Развиваются мясо-молочное скотоводство, свиноводство; в сочетании с ними развито производство зерна, картофеля, овощей, хмеля. Урожайность сельскохозяйственных культур и продуктивность скота неустойчивы и колеблются по годам. В республиканский фонд район поставляет зерно, картофель, молоко, мясо.
Промышленность в Янтиковском районе носит обслуживающий характер и представлена предприятиями по ремонту сельскохозяйственной техники, производству кирпича, переработке молока, а также хлебопекарными производствами, швейными цехами. Вся промышленность группируется в Янтиково.

## Транспорт
Весь объём грузовых и пассажирских перевозок осуществляется автомобильным транспортом. Протяженность автомобильных дорог с твердым покрытием в районе превышает 100 км. Основу автомобильной системы представляет автодорога «Урмары—Янтиково—Канаш», а также ряд дорог местного значения. Связь с другими районами республики осуществляется через Канаш, Урмары, Шоркистры.

## Известные люди
- Бухтулов, Петр Харитонович (1924—1998) — Герой Советского Союза (1945).
- Казаков, Николай Нилович (род. 1962) — композитор, директор Чувашской государственной филармонии.
- Кузьмина, Вера Кузьминична (1923—2021) — актриса, народная артистка СССР (1980).
- Козлов, Геннадий Васильевич (род. 1962) — директор ЧГХМ, кандидат педагогических наук (1998).
- Козлов, Владимир Васильевич (род. 1957) — вице-президент МАПН, заслуженный деятель наук.
- Спиридонов, Моисей Спиридонович (1880—1981) — художник-живописец.
- Сверчков, Никита Кузьмич (1881—1985) — художник-живописец.
- Яклашкин, Морис Николаевич — дирижёр, музыкальный педагог.
- Кузнецов Александр Валерьянович (род. 1975) — филолог, кандидат филологических наук.